# Kundulun
Kundulun är ett stadsdistrikt och säte för stadsfullmäktige i Baotous stad på prefekturnivå i den autonoma regionen Inre Mongoliet i norra Kina. Det ligger omkring 150 kilometer väster om regionhuvudstaden Hohhot. 